# Sportul în orașul Bacău
Sportul în orașul Bacău cuprinde mai multe competiții. 
Mulți ani la rând orașul a avut în primul eșalon fotbalistic pe FCM Bacău.

## Atletism
- SCM Bacău
- CS Știința Bacău
- CSȘ Bacău

## Badminton
- CS Știința Bacău
- CSȘ Bacău

## Baschet
- CSȘ Bacău

## Box
- SCM Bacău

## Bridge
- Asociația Bridge Club Bacău

## Dans sportiv
- ACDS Fiesta 2000 Bacău
- CDS Autentic Bacău
- ACDS Authentic Dance Sport 2007 Bacău

## Fotbal
Fotbalul în orașul Bacău are o mare tradiție, cea mai raprezentativă echipă fiind FCM Bacău care în prezent evoluează in Liga a II-a, dar dea lungul anilor a fost o echipă foarte importantă în Liga I.
Mai există și alte echipii ce joacă la nivele mai mici precum:
- CS Aerostar Bacău
- CS FC Pambac Bacău
- FC Willy Bacău
- AS Clipa VIO Bacău
- AS Mesagerul Bacău
- Siretul Bacău
- LPS Bacău

## Gimnastică
- SCM Bacău (artistică)
- CS Știința Bacău (aerobică)

## Handbal
- Știința MD Bacău
- CS Știința Bacău
- CSȘ Bacău

## Judo
- SCM Bacău
- Judo Club Royal Bacău
- Palatul copiilor Bacău

## Karate
- SCM Bacău
- CS Știința Bacău
- CS Seishin Karate-Do Bacău
- Siretul Bacău

## Lupte
- SCM Bacău

## Modelism

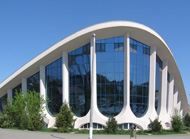
Bazinul olimpic Bacău

- SCM Bacău
- CS Aerostar Bacău

## Natație
- SCM Bacău (înot, sărituri în apă)
- LPS Bacău (înot)

## Șah
- Șah Club Hidrocon Bacău

## Tenis
- SCM Bacău
- ASTC Bistrița Bacău
- CSȘ Bacău

## Volei
- CS Știința Bacău
- CSȘ Bacău